# Arne Jacobsen
Arne Emil Jacobsen (IPA: [ˈɑːnə e̝ˈmiˀl ˈjɑkʰʌpsn̩]; Copenaghen, 11 febbraio 1902 – Copenaghen, 24 marzo 1971) è stato un architetto e designer danese.

## Biografia
È nato da una famiglia ebrea.

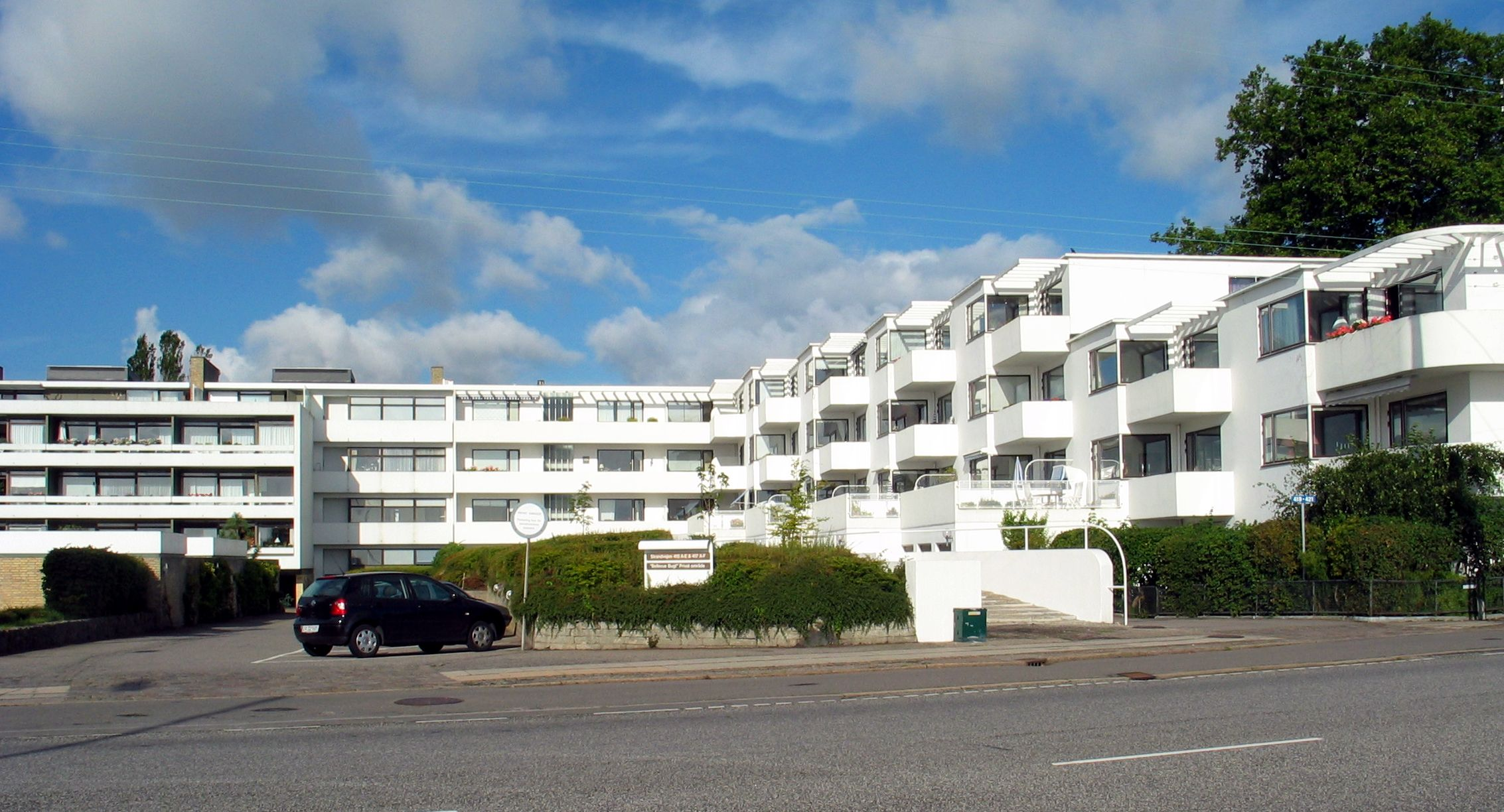
Il complesso di Bellavista a Copenaghen

Il primo periodo della sua attività si svolse in patria, durante il quale vinse il primo premio al concorso dell'Akademisk Arkitektforeningen per una «casa del futuro» progettata con F. Lassen (1929).
Successivamente si trasferì in Svezia, dove si occupò soprattutto di design di tappezzerie e stoffe.
Tornato in Danimarca partecipò a numerosi concorsi, ottenendo nel 1961 il Grand Prix d'Architecture et d'Art.
La caratteristica più rilevante dell'architettura di Jacobsen consiste in un perfetto equilibrio fra le istanze perseguite dai movimenti d'avanguardia degli anni venti (De Stijl, Bauhaus) e la tradizione costruttiva e formale dell'architettura danese. Ne deriva una mediazione interessante fra la purezza volumetrica e la netta caratterizzazione delle superfici, ottenuta grazie all'uso del mattone a vista e del legno strutturale, del tetto inclinato, del dimensionamento delle finestre in piccoli pannelli quadrati; tutti elementi che riuscì ad elaborare anche grazie alla stretta amicizia con Gunnar Asplund.

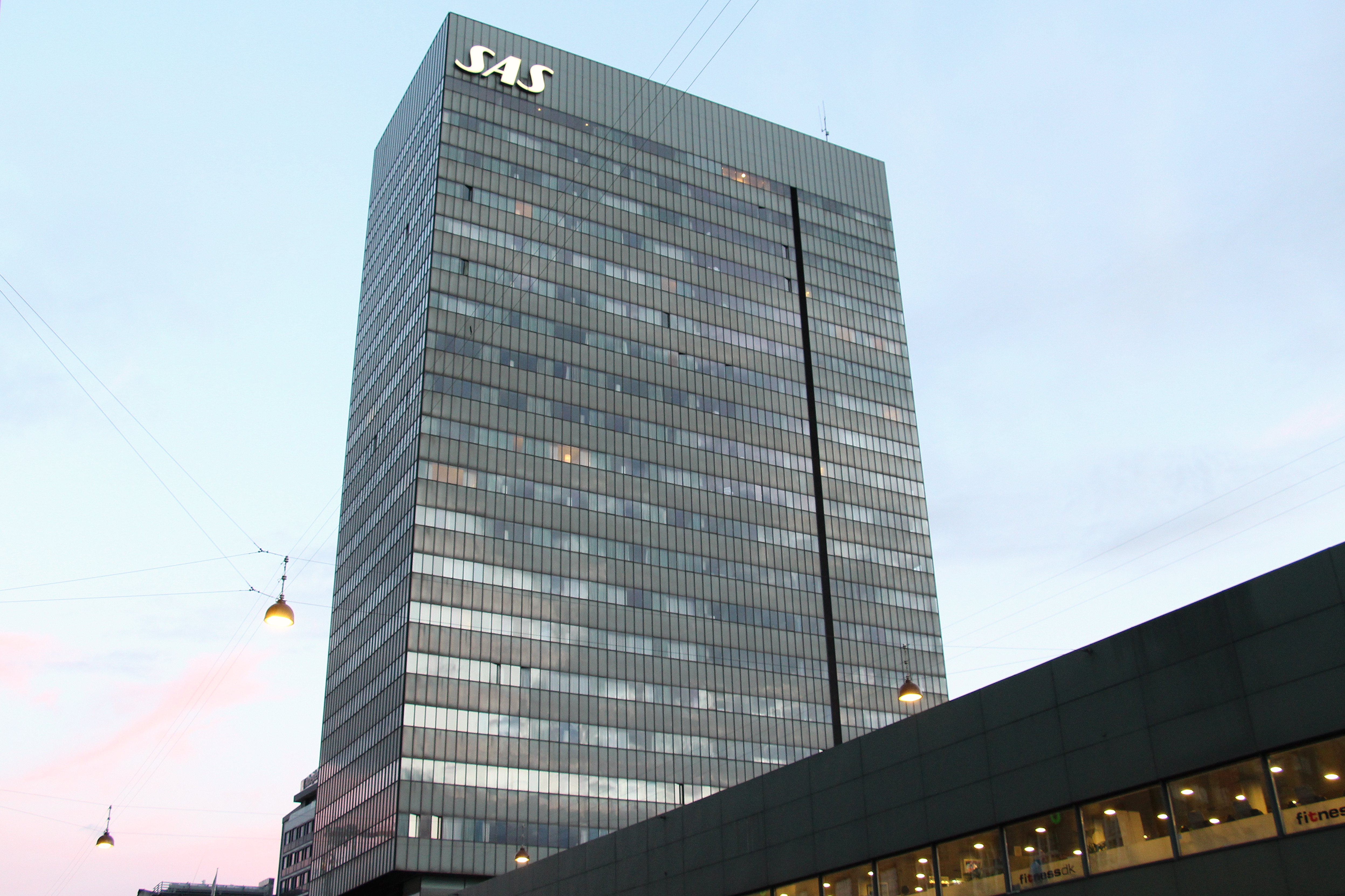
Radisson Collection Hotel

Le più interessanti opere di questo periodo sono il complesso di Bellavista presso Copenaghen (1930-1935) che comprendeva un nucleo residenziale, un teatro, i bagni, con eleganti cabine e chioschi, un ristorante; la Casa Stelling a Copenaghen (1937-1938) e il municipio di Aarhus (1939-1942, in collaborazione) e quello di Søllerød (1940-42). Il periodo successivo a quello del conflitto mondiale, caratterizzato da un pressoché totale isolamento, fu per Jacobsen di grande incertezza e solo con il progetto delle case a schiera Søholm (1946-1950) egli confermò la sua posizione di primo piano tra gli architetti danesi suoi contemporanei.
Opere successive sono la scuola di Munkegard (1952-1956), il palazzo Jespersen (1955) e il palazzo SAS (1959), ambedue a Copenaghen, e il municipio di Rødovre (1955), nei quali è evidente un avvicinamento alla lezione di Ludwig Mies van der Rohe.
Negli ultimi anni, ormai architetto di fama internazionale, ricevette numerosi incarichi all'estero: il St.Chaterine College a Oxford (1960-1964), il palazzo del parlamento di Islamabad, in Pakistan (1962), una casa di cura, il municipio e un teatro a Castrop-Rauxel, in Germania (1966-1967), gli uffici della HEW ad Amburgo (1970) e l'ambasciata danese a Londra (1970-1977).
Alla morte di Arne Jacobsen raccolgono l'eredità dello studio i suoi soci d'allora Hans Dissing e Otto Weitling. Nasce così nel 1971 Dissing+Weitling, studio che ancora esiste e ha sede in Copenaghen. Il comune di Copenaghen gli ha intitolato un viale nel quartiere di Ørestad, nel quale la municipalità ha intitolato numerose strade a famosi architetti danesi.

## Opere principali

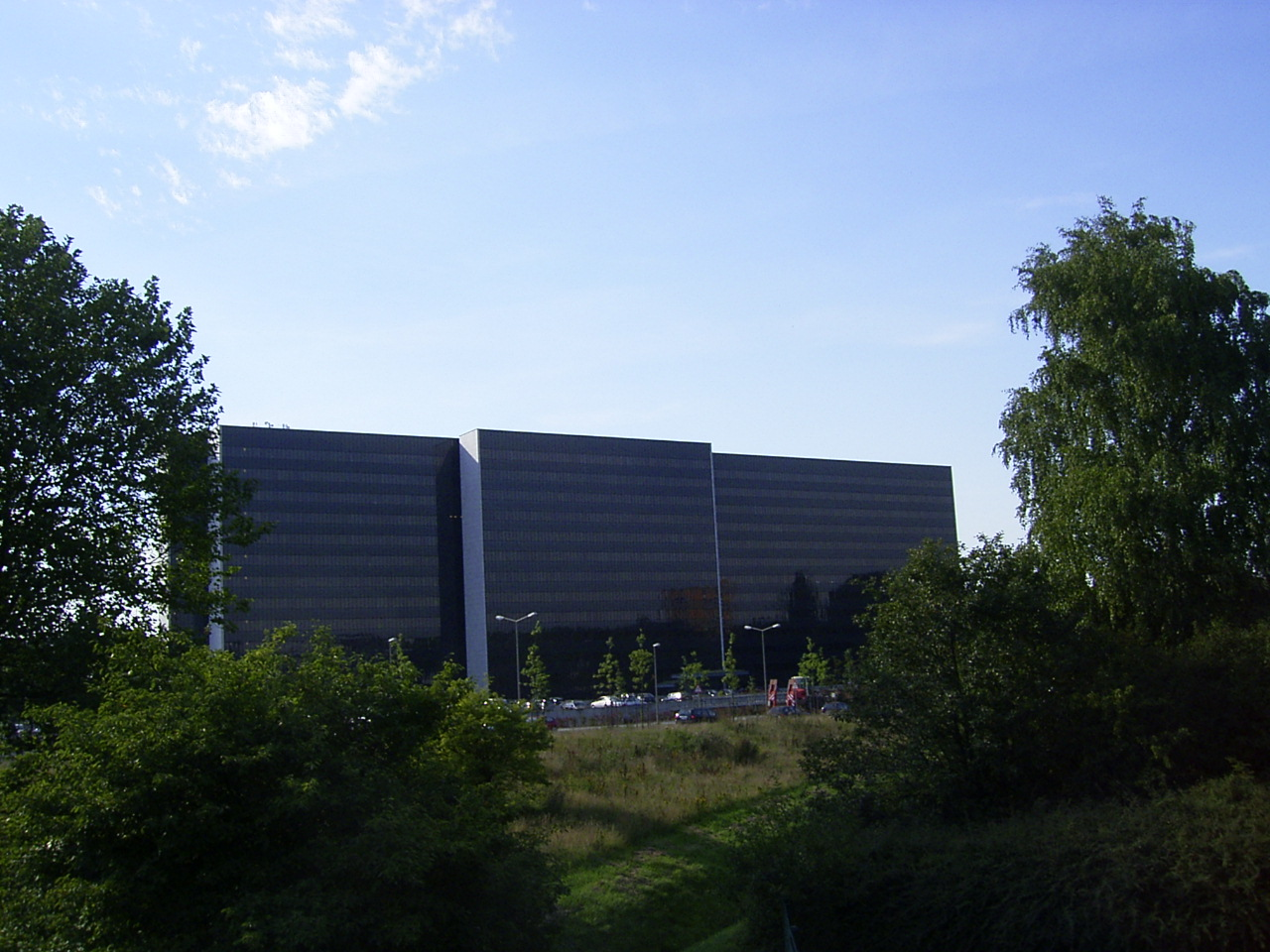
Uffici della HEW (Vattenfall Europe)

- Complesso di Bellavista presso Copenaghen (1930-35)

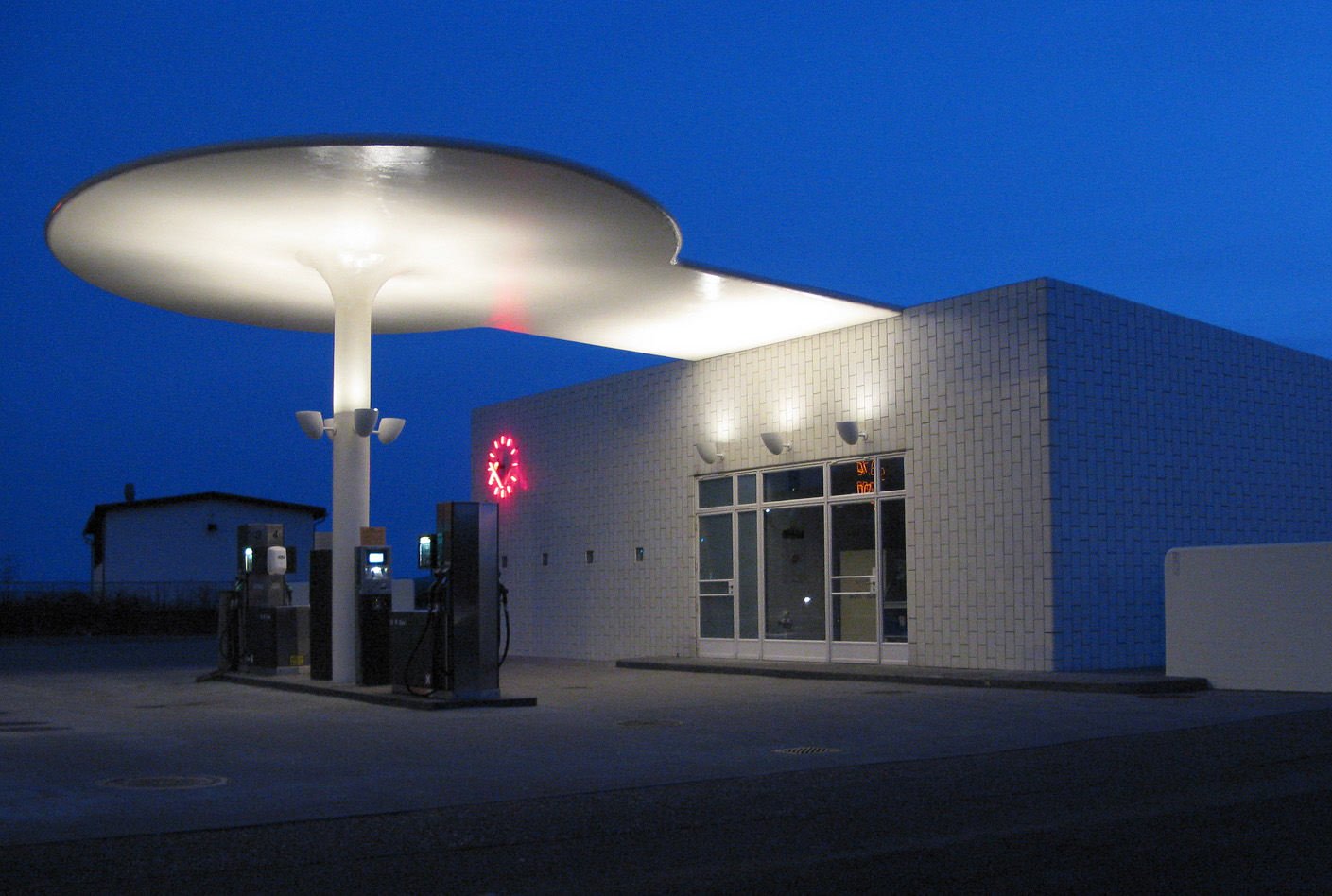
Stazione di servizio a Skovshoved

- Stazione di servizio a SkovshovedStazione di servizio a Skovshoved (1937)[3]
- Casa Stelling a Copenaghen (1937-38)
- Municipio di Aarhus (1939-42, in collaborazione)
- Municipio di Sollerod (1940-42)
- Case a schiera a Soholm (1950-55)
- Scuola di Munksgard (1952-56)
- Palazzo Jespersen a Copenaghen(1955)
- Casa Rotonda a Odden (1957)
- Palazzo SAS a Copenaghen(1959)
- Municipio di Rodovre (1955)
- St.Chaterine College a Oxford (1960-64)
- Palazzo del parlamento di Islamabad, Pakistan (1962)
- Una casa di cura, il municipio e un teatro a Castrop-Rauxel, Germania (1966-67)
- Uffici della HEW ad Amburgo (1970)
- Ambasciata danese a Londra (1970-77)

## AJ Designer

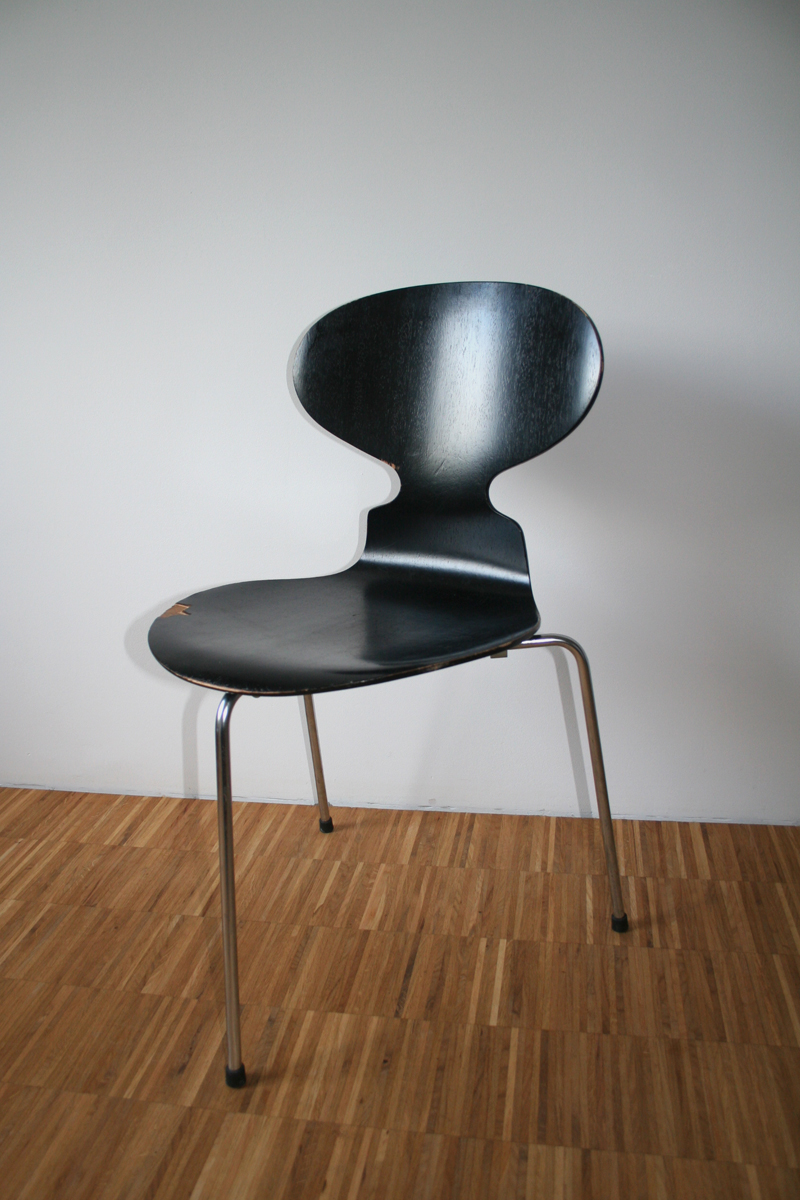
Sedia 3100, detta Ant Chair

Arne Jacobsen è stato uno dei maggiori designer del secolo e, ad oggi, la sua fama in questo campo supera quella di architetto costruttore.
Celebre fu la sua produzione di sedie. Tale lavoro iniziò con un fruttuoso rapporto con la ditta danese Fritz Hansen nel primo dopoguerra, producendo la nota serie 7. Jacobsen praticamente inventò il tipo di sedia costituita da un guscio sagomato e da gambe in sottile tubolare metallico; questo tipo ebbe infinite varianti tanto da sembrare oggi un oggetto familiare. Le sperimentazioni dell'architetto su questo campo furono assai estese. Alcune di queste sedie sono ancora in produzione dopo più di cinquant'anni.
Jacobsen progettò e costruì anche altre sedie e pezzi di mobilio. Il suo genio multiforme e sperimentale si distinse anche in campi differenti dal mobilio, producendo una quantità di oggetti, tra cui i primi rubinetti miscelatori, vari oggetti per la casa, lampade, carte da parati e tessuti, posate, ecc.
Tra i suoi oggetti più famosi si possono citare i seguenti:
- La sedia 3100, detta Ant chair, a tre gambe, e la variante 3101, a quattro, del 1952, della Fritz Hansen; la sedia è realizzata in compensato curvato e gambe di tubolare in ferro. Una delle prime della serie 7 Ancora in produzione.
- La sedia 3107 (detta anche serie 7) del 1955, della Fritz Hansen; la sedia è realizzata in compensato curvato e gambe di tubolare in ferro. Vero oggetto cult del ‘900, il cui prototipo è esposto al Museum of Modern Art di New York. La sedia è stata prodotta in molteplici finiture (diverse essenze naturali e laccature in centinaia di colori). La sedia è stata elaborata, inoltre, in infinite varianti, con braccioli, rivestita, con unica gamba fissa, etc., sempre utilizzando lo stesso stampo. Dalla prima produzione è rimasta in commercio fino ad oggi, doppiando la boa dei suoi primi cinquanta anni. La si trova ancora utilizzata in allestimenti interni ed è tra le preferite dalle grandi firme dell'architettura contemporanea. Si veda anche la pagina del V&A Museum, con i primi prototipi,
- La poltrona Egg (3315, 3316, 3317) del 1958 sempre della (Fritz Hansen) è una grande e prestigiosa poltrona, originariamente in imbottito in pelle con base in acciaio. In seguito Jacobsen spinse per averne una versione più economica rivestita in tessuto. La poltrona è ancora in produzione.
- La poltroncina Swan (3320) del 1958 Fritz Hansen; la sedia è realizzata in imbottito, foderato in pelle o tessuto, con gamba in alluminio e ferro. Anche questa sedia è ancora in produzione.
- Le posate AJ del 1957 (ditta Court Jeweller A Michelsen) in acciaio inox, insuperato prototipo di questa tipologia d'oggetto.
- Il sistema di rubinetti Vola del 1969, ad oggi in produzione, con un miscelatore che anticipa di anni un tipo oggi diffuso di rubinetto. Molto amato dagli architetti moderni.
- Il sistema di oggetti da tavola Cylinda-Line della Stelton del 1967 in acciaio inox. Il sistema comprende cestello del ghiaccio, con pinze, brocche di vario tipo, teiera, caffettiera, zuccheriere, contenitore per sale e pepe, ecc.
- La lampada pendant del 1957 (ditta Louis Poulsen) in alluminio laccato, con diffusore in vetro opalescente.
- La lampada lamp del 1957/1960 (ditta Louis Poulsen), chassy in alluminio laccato e braccio in tubolare d'acciaio, con base in ghisa; prodotta in differenti varianti, piantana, da tavolo, a muro, e due dimensioni differenti, grande e piccola.